# Doľany
Doľany es un municipio del distrito de Pezinok en la región de Bratislava, Eslovaquia, con una población estimada a final del año 2024 de 1070 habitantes.
Se encuentra ubicado al este de la región, en el valle del río Morava y cerca de la frontera con la región de Trnava y con Austria.

## Demografía
| Año        | 1994 | 2004    | 2014    | 2024    |
| ---------- | ---- | ------- | ------- | ------- |
| Población  | 1019 | 1022    | 1082    | 1070    |
| Diferencia |      | +0,29 % | +5,87 % | −1,10 % |

| Año        | 2023 | 2024    |
| ---------- | ---- | ------- |
| Población  | 1077 | 1070    |
| Diferencia |      | −0,64 % |